# Holmes Chapel
Holmes Chapel is een civil parish in het bestuurlijke gebied Cheshire East, in het Engelse graafschap Cheshire. Het dorp telde in 2011 5605 inwoners.

## Geboren
- Henry Cotton (1907-1987)